# Luftschlangenspray

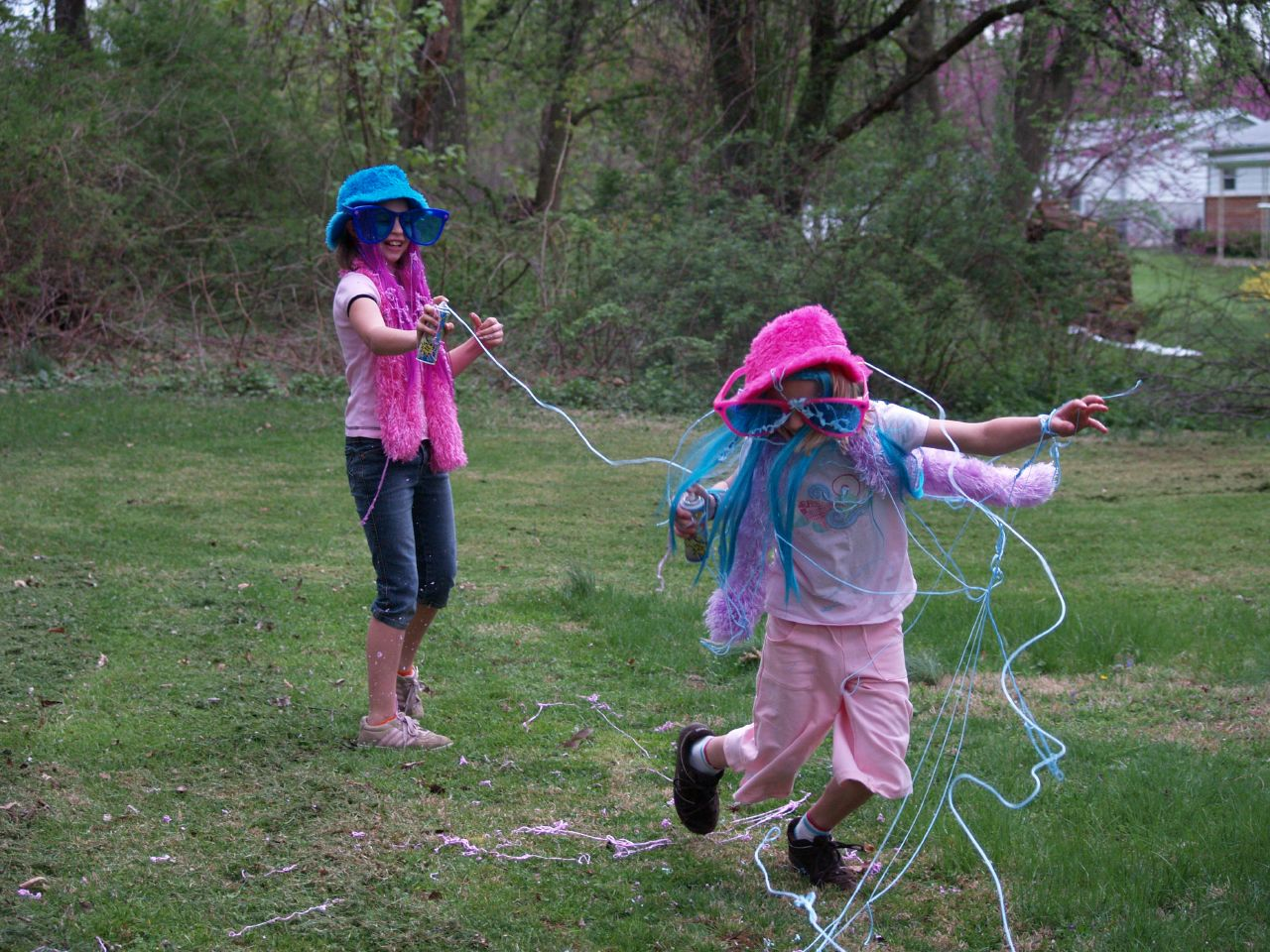
Luftschlangenspray

Ein Luftschlangenspray ist ein im Handel erhältliches Spray, das beim Versprühen  luftschlangenähnliche Gebilde erzeugt. 

## Inhalt
Es besteht aus einer Sprühdose, die einen schnell härtenden Kunststoff in Lösungsmittel und ein Treibgas enthält. Beim Versprühen treten bis zu 5 Meter lange, oft fluoreszierende, dünne Fäden aus. 
Die versprühten Luftschlangen sind stets einfarbig, allerdings können Luftschlangensprays in verschiedenen Farben hergestellt werden.
Der Sprühkopf von Luftschlangensprays verklebt sehr rasch, weshalb die Funktionsfähigkeit nach mehreren Stunden eingeschränkt sein kann.

## Warnhinweise
Bei Untersuchungen wurden bei einigen Sprays ein zu hoher Gehalt von Benzol (< 5 mg/kg) oder 1,1,1,2-Tetrafluorethan gemessen. Die Verbraucherorganisationen weisen deswegen darauf hin, nur zugelassene Produkte zu erwerben und zu nutzen. Da bei der Nutzung auf Festen und Veranstaltungen die Nähe von Zündquellen recht wahrscheinlich ist und das Spray auch von Jugendlichen oder Kindern verwendet wird, ist ein sicherheitsgerechter Umgang nicht immer vorausgesetzt.